# Hans Müller (Jurist, 1881)
Hans Müller (* 19. Dezember 1881 in Nürnberg; † 1933) war ein deutscher Rechtsanwalt und Manager in der medizinisch-technischen Industrie.

## Leben
Nach dem Abitur am Melanchthon-Gymnasium Nürnberg studierte Hans Müller an der Universität Erlangen Rechtswissenschaften. 1901 wurde er Mitglied des Corps Bavaria Erlangen. 1904 legte er die 1. juristische Staatsprüfung in Erlangen ab. Das Referendariat absolvierte er in Nürnberg, Starnberg und München. 1907 wurde er zum Dr. jur. promoviert. 1908 bestand er die 2. juristische Staatsprüfung für den höheren Justiz- und Verwaltungsdienst und ließ sich zum Ende des gleichen Jahres als Rechtsanwalt am Landgericht und Oberlandesgericht Nürnberg nieder. 1922 wurde er Syndikus und 1923 Vorstandsmitglied der INAG Industrie-Unternehmungen AG in Erlangen, der Holdinggesellschaft der Reiniger, Gebbert & Schall AG in Erlangen. 1925 nach dem Zusammenschluss der Reiniger, Gebbert & Schall AG mit der Siemens & Halske AG wurde er neben seiner Vorstandstätigkeit bei der INAG Geschäftsführer der neu gegründeten Vertriebsgesellschaft Siemens-Reiniger-Veifa GmbH sowie Vorstandsmitglied der Reiniger, Gebbert & Schall AG in Erlangen, der Phönix Röntgenröhren Fabriken AG in Rudolstadt und der Veifa-Werke AG in Frankfurt am Main. Aus diesen Unternehmen gingen 1932 die Siemens-Reiniger-Werke hervor.
Weiterhin gehörte Müller den Aufsichtsräten verschiedener medizinisch-technischer Unternehmen an. Er lebte zuletzt in Berlin.